# Enmerkar
Enmerkar var en legendarisk härskare i staden Uruk omkring 2800 f.Kr.. Enligt somliga källor var det han som grundade staden. 
Far till Lugalbanda, farfar till Gilgamesh. Han skall ha härskat i 420 år men vissa källor säger 900.
Den sumeriska kungalistan placerar Enmerkar som kung efter att hans far Mesh-ki-ang-gasher "Son av Utu" gått till havs och försvunnit. 
Enmerkar omnämns i några sumeriska legender och framstår mest i "Enmerkar och härskaren av Aratta". I denna legend är det Enmenkar själv som kallas "Son av Utu" (den sumeriska solguden). Han grundar här staden Uruk, bygger ett tempel i Eridu och nämns som uppfinnaren av att skriva på lerplattor. Detta i syfte att hota Aratta till att underkasta sig. Enmerkar försöker också återupprätta den språkliga enigheten bland invånarna runt Uruk. Detta då de hade börjat tala olika språk. 
Det finns tre andra texter om Enmerkar. I "Enmerkar och En-suhgir-ana" följer vi Enmerkar i hans fortsatta rivalitet med stadsstaten Aratta. Det antyds även i denna text att staten Hamazi krossats.  I texten "Lugalbanda i bergsgrottan" ses Enmerkar leda ett stridståg mot Aratta och i "Lugalbanda och Anzu-fågeln" beskrivs hur Enmerkar belägrar Aratta. Där omnämns även hur Martu-folken efter femtio år av Enmerkars styre invaderar hans territorium vilket lett till att en mur byggts i öknen för att skydda Uruk.
I de två sista texterna beskrivs Lugalbanda som en av Enmerkars krigare. Enligt sumeriska kungalistan är Lugalbanda dock Enmerkars son och Gilgamesh far. 
I en legend nedtecknad av den romerska författaren Aelian  (ca. 200 år efter kristus) är Euechoros eller Seuechoros kung av Babylon och Gilgamesh farfar. Många forskare tror nu att denne Euechoros eller Seuechoros är Enmerkar av Uruk och även en Euechous som omnämns av författaren Berossus (300 år före kristus) som kung av Assyrien tros av vissa vara Enmerkar. Euechous har sedan länge sammankopplats med den bibliske Nimrod som försökte uppföra Babels torn. 
Den kontroversielle historikern David Rohl påstår att det finns flera likheter mellan Enmerkar och den bibliske Nimrod. Bland annat ges Nimrod ofta epitetet jägaren och suffixen "kar" i slutet av Enmerkars namn betyder just jägare. Rohl menar att Eridu nära Ur är platsen för staden Babel och att den ofärdiga Ziqquratruin som står där är resterna av Babels torn.